# Ragnhild Hveger
Ragnhild Tove Hveger (Nyborg, 10 dicembre 1920 – 1º dicembre 2011) è stata una nuotatrice danese, capace di stabilire 42 record del mondo tra il 1936 e il 1942 nello stile libero e nel dorso.
A soli quindici anni vinse la medaglia d'argento nei 400 m stile libero alle Olimpiadi di Berlino 1936, dietro a Rie Mastenbroek. Nella stessa Olimpiade gareggiò anche nella staffetta 4 x 100 m stile libero, in cui il quartetto danese arrivò settimo.
Da allora in poi la Hveger continuò a migliorarsi, stabilendo primati del mondo a ripetizione. In un arco di tempo di 6 anni, dal 1936 al 1942, furono 42 i record mondiali da lei siglati. Nel 1941 arrivò a detenere 19 primati del mondo contemporaneamente sulle varie distanze dello stile libero. Venne paragonata a Johnny Weissmuller, il campione statunitense che aveva dominato le gare di stile libero negli anni 1920.
A differenza di Weissmuller, vincitore di cinque ori olimpici, la Hveger non riuscì ad arricchire il suo palmarès olimpico. La Seconda guerra mondiale impedì lo svolgimento di due edizioni dei Giochi, nel 1940 e nel 1944, proprio nel periodo del suo massimo splendore agonistico. Per le prime Olimpiadi del dopoguerra, quelle del 1948 a Londra, la Hveger non tentò nemmeno le qualificazioni, avendo nel frattempo smesso di gareggiare e di allenarsi. Ritornò però in forma per le successive Olimpiadi di Helsinki 1952, dove arrivò quinta nei 400 m stile libero e quarta con la staffetta 4 x 100 m stile libero.
Continuò a gareggiare fino ai campionati europei di nuoto del 1954. Nel 1966 fu inserita nella International Swimming Hall of Fame, la Hall of Fame internazionale del nuoto.

## Palmarès
- Olimpiadi

Berlino 1936: argento nei 400 m sl.
- Europei

1938 - Londra: oro nei 100 m e 400 m sl e nella staffetta 4x100 m sl.